# Franz Nader

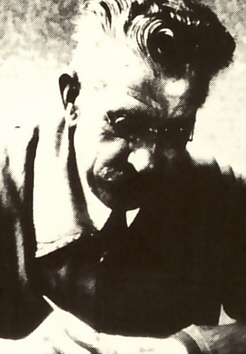
Franz Nader

Franz Nader (* 22. November 1865 in Lindau, Waldviertel; † 21. März 1947 in Wien) war ein österreichischer Gewerkschafter.

## Leben
Der aus dem Waldviertel stammende Nader erlernte in Wien das Maurerhandwerk. Er schloss sich hier der Arbeiterbewegung an und begründete zusammen mit Theodor Meißner und Franz Siegel die Maurergewerkschaft in Österreich. Im Jahre 1891 übernahm er von Josef Tomaschko die Funktion des Redakteurs der Österreichischen Bauarbeiterzeitung, die er bis 1926 ausübte. Zwischen 1896 und 1919 war Nader als Vertreter der Bauarbeiter Mitglied der Gewerkschaftskommission.
Franz Nader setzte sich für den Zusammenschluss aller Berufsorganisationen der Bauarbeiter in einem einheitlichen Verband ein. Ebenso trat er während der Monarchie entschieden gegen einen tschechischen Separatismus in der Gewerkschaftsbewegung auf. Ein besonderes Anliegen war ihm der internationale Zusammenschluss der nationalen Bauarbeiterorganisationen.
Nader beendete 1931 seine gewerkschaftlichen Funktionen und trat in den Ruhestand.
1955 wurde die Nadergasse in Wien-Favoriten nach ihm benannt.